# Peculiar (Missouri)
Peculiar – miasto w Stanach Zjednoczonych, w stanie Missouri, w hrabstwie Cass.